# BMW HP2 Sport
La BMW HP2 Sport est un modèle de motocyclette du constructeur allemand BMW.
Pour le salon de Paris 2007, la firme allemande présente la HP2 Sport.
Basée sur la R1200S, cette machine, qui a fait son baptême du feu au cours de quatre courses de la saison 2007 du championnat du monde d'endurance (catégorie « open »), illustre la volonté de la marque de réinvestir le segment « sport » du marché de la moto. En 2009, le même département HP sous les couleurs BMW Motorrad Motosport s'engagera en championnat du monde de Superbike.
Les culasses ont un dessin plus étroit, ce qui permet d'augmenter la prise d'angle en virage. Ces culasses reçoivent chacune deux arbres à cames et deux soupapes. Le diamètre des soupapes est agrandi (de 33 à 39 mm pour l'admission et de 31 à 36 mm pour l'échappement). Les pistons et les bielles sont améliorées. Le taux de compression passe à 12,5:1. La puissance annoncée est de 133 chevaux à 8 750 tr/min.
Les ingénieurs de la division High Performance ont greffé un système déjà utilisé en compétition mais présent pour la première fois sur une machine de série, qui, par une coupure d'allumage au moment opportun, permet au pilote de monter les rapports sans débrayer ni décélérer.
L'ensemble des suspensions est confié à Öhlins. Le Telelever et le Paralever sont conservés. La boucle arrière du cadre est supprimée et remplacée par une coque autoporteuse en fibre de carbone. La HP2 Sport est donc exclusivement monoplace.
Le freinage est confié à des étriers Brembo monobloc qui mordent des disques flottants de 320 mm à l'avant et 265 mm à l'arrière. Le système ABS est disponible en option.
Le carénage utilise un matériau synthétique renforcé par de la fibre de carbone, lui assurant légèreté et solidité. Il est recouvert d'une peinture blanche nommée Alpine White.
Les jantes forgées sont en aluminium et exclusivement bleues.
La jante arrière est blanche sur le modèle aux couleurs Motorsport.
Les jantes sont : 3,50" x 17 " et 6,0" x 17"